# غويلهيرمي فينكلر
غويلهيرمي فينكلر (بالبرتغالية: Guilherme Finkler‏) (24 سبتمبر 1985 بكاكسياس دو سول في البرازيل - ) هو لاعب كرة قدم برازيلي في مركز الوسط. لعب مع نادي أيه بي سي ونادي جوفنتودي ونادي كريسيوما ونادي ملبورن فيكتوري ونادي موسكرون ونادي ويلينغتون فينيكس ووولفرهامبتون واندررز وCampinense Clube ‏ ونادي برازيل دي بيلوتاس ونادي إيتوانو ونادي كاشياس دو سول وEsporte Clube São José ‏ وClube Esportivo Bento Gonçalves ‏ وCianorte Futebol Clube ‏.

## وصلات خارجية
- غويلهيرمي فينكلر على موقع قاعدة بيانات كرة القدم.إي يو (الإنجليزية)
- غويلهيرمي فينكلر على موقع Soccerbase.com (لاعب) (الإنجليزية)
- غويلهيرمي فينكلر على موقع Soccerway.com (الإنجليزية)